# Tonči Radovniković
Tonči Radovniković (Split, 1925. – Split, 2002.), nekadašnji Hajdukov igrač sa 151 nastupom i 41 zgoditkom za Bile. Prvi puta ima službeni nastup 17. veljače 1946. u početnom sastavu u Splitu protiv NK Splita (prvenstvo Narodne Republike Hrvatske), koju je Hajduk dobio sa 6:1.
Tonči je imao 36 prvenstevnih nastupa i postigao je 8 golova za svoj klub, a nastupio je i na 114 prijateljskih utakmica i zabio 33 gola. Imao je i jedan nastup za kup. S Hajdukom osvaja prvenstvo hvatske 1946
Nakon što Hajduk osvojio bez poraza prvenstvo 1950. odlazi u Split, gdje završava karijeru 1953. Umro je 2002 i sahranjen na splitskom groblju Lovrinac
Statistika u Hajduku
| Natjecanje        | Nastupi | Zgoditci |
| ----------------- | ------- | -------- |
| Prvenstvo         | 36      | 8        |
| Kup               | 1       | 0        |
| Superkup          | 0       | 0        |
| Međunarodne       | 0       | 0        |
| Splitski podsavez | 0       | 0        |
| Ukupno            | 37      | 8        |
| Prijateljske      | 114     | 33       |
| Sveukupno         | 151     | 41       |